# NGC 7597
NGC 7597 је лентикуларна галаксија у сазвежђу Пегаз која се налази на NGC листи објеката дубоког неба.
Деклинација објекта је + 18° 41' 18" а ректасцензија 23h 18m 30,3s. Привидна величина (магнитуда) објекта NGC 7597 износи 14,1 а фотографска магнитуда 15,1. NGC 7597 је још познат и под ознакама NGC 7571, MCG 3-59-32, CGCG 454-32, PGC 71006.